# Vilâyet Saloniki

Das Vilâyet Saloniki im Jahre 1900

Das Vilâyet von Thessaloniki oder Saloniki (osmanisch ولايت سلانيك İA Vilāyet-i Selānīk) war eine osmanische Provinz von 1864 bis 1912.
Die Hauptstadt war Saloniki, die Provinz schloss die Sandschaks von Selânik (Thessaloniki), Drama, Taşoz und Serres (Siroz oder Serez) mit ein und hatte eine Fläche von über 50.000 km².
Vorher war die Provinz ein Teil des Eyâlet Rumeliens bis 1826. Es war schließlich von 1826 bis 1864 das Eyâlet Saloniki und wurde nach einer Verwaltungsreform im Jahre 1864 in eine Provinz umgewandelt.
Das Vilayet bestand aus den heutigen mittleren und östlichen Teilen der Landschaften Makedonien und Pirin-Makedonien in Bulgarien. Das heutige Pirin-Makedonien wurde damals als die Kazas von Cuma-yı Bala, Petriç, Nevrekop, Melnik, Ropçoz und Razlık verwaltet. Es wurde nach den Balkankriegen aufgelöst und zwischen dem Königreich Griechenland, Königreich Serbien und dem Zarentum Bulgarien 1913 aufgeteilt.